# Rötelritterlinge
Die Rötelritterlinge (Lepista) sind meist mittelgroße bis große, fleischige Pilze aus der Ordnung der Champignonartigen, die vor allem im Herbst recht zahlreich erscheinen. Sie stehen vom Habitus her zwischen Ritterlingen und Trichterlingen. Auffällig ist bei ihnen die Bildung von zum Teil recht großen Hexenringen. Sie bilden keine Mykorrhiza.

## Merkmale

### Makroskopische Merkmale
Der Hut ist gewölbt über ausgebreitet bis hin zu trichterförmig, die Oberfläche ist glatt. Die Hutfarbe reicht von violett, bläulich, grau bis fleischbraun. Stiel und Hut sind sehr fleischig. Die Lamellen sind entweder ausgebuchtete (Rötelritterlinge) oder herablaufend (Röteltrichterlinge). Sie sind i. d. R. leicht ablösbar. Die einzelnen Arten haben oft einen typischen Geruch, der Geschmack ist häufig mit einer süßlichen Komponente verbunden. Die Sporenpulverfarbe ist rosa, cremegelb, seltener weißlich.

### Mikroskopische Merkmale
Die Sporen sind leicht warzig, cyanophil und inamyloid. Die fertilen Lamellenschneiden weisen keine Zystiden auf. Die Hyphensepten besitzen Schnallen.

## Gattungsabgrenzung
Giftpilze sind unter den Rötelritterlingen nicht bekannt. Es besteht aber Verwechslungsgefahr mit giftigen Arten anderer Gattungen, wie dem Wohlriechenden Trichterling und dem Tigerritterling.
Die Rötelritterlinge können vor allem mit ähnlichen Trichterlingen oder Ritterlingen verwechselt werden. Wichtigstes Unterscheidungsmerkmal sind die bei den Rötelritterlingen oder Röteltrichterlingen leicht vom Hut lösbaren Lamellen und das oft rosa gefärbte Sporenpulver. 
Ähnlich sind auch die Tellerlinge (Clitopilus, Syn. Rhodocybe). Diese sind wesentlich seltener und meist kleiner im Wuchs. Sie haben meist einen mehligen Geruch und bitteren Geschmack und gehören in die Familie Rötlingsverwandte (Entolomataceae). Damit haben sie ein deutlich rosa bis rotes Sporenpulver.

## Ökologie
Als Saprobionten wachsen sie gerne in Laub- und Nadelstreu oder im Gras, immer auf dem Erdboden und niemals auf unzersetztem Holz.

## Arten

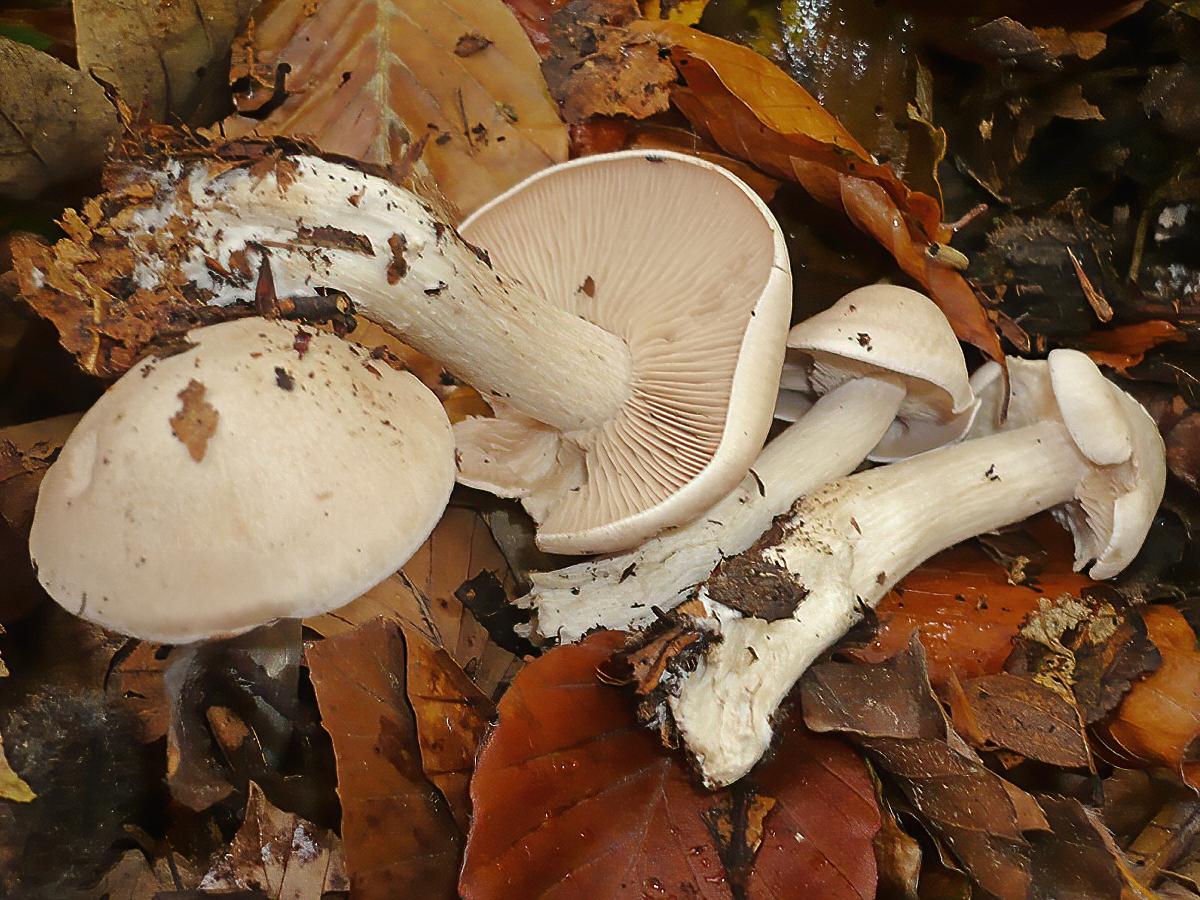
Veilchen-Rötelritterling Lepista irina
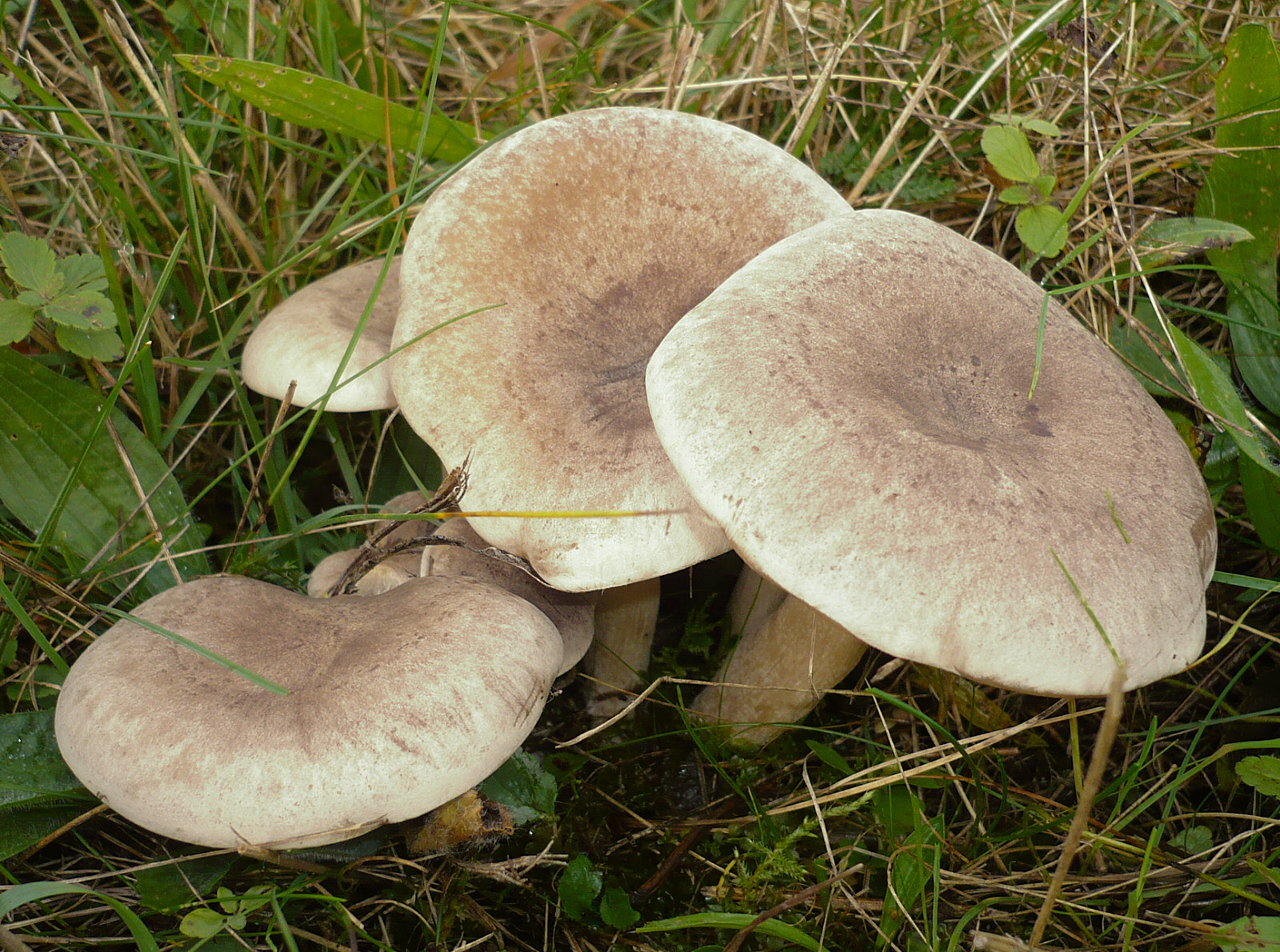
Marmorierter Rötelritterling Lepista panaeolus
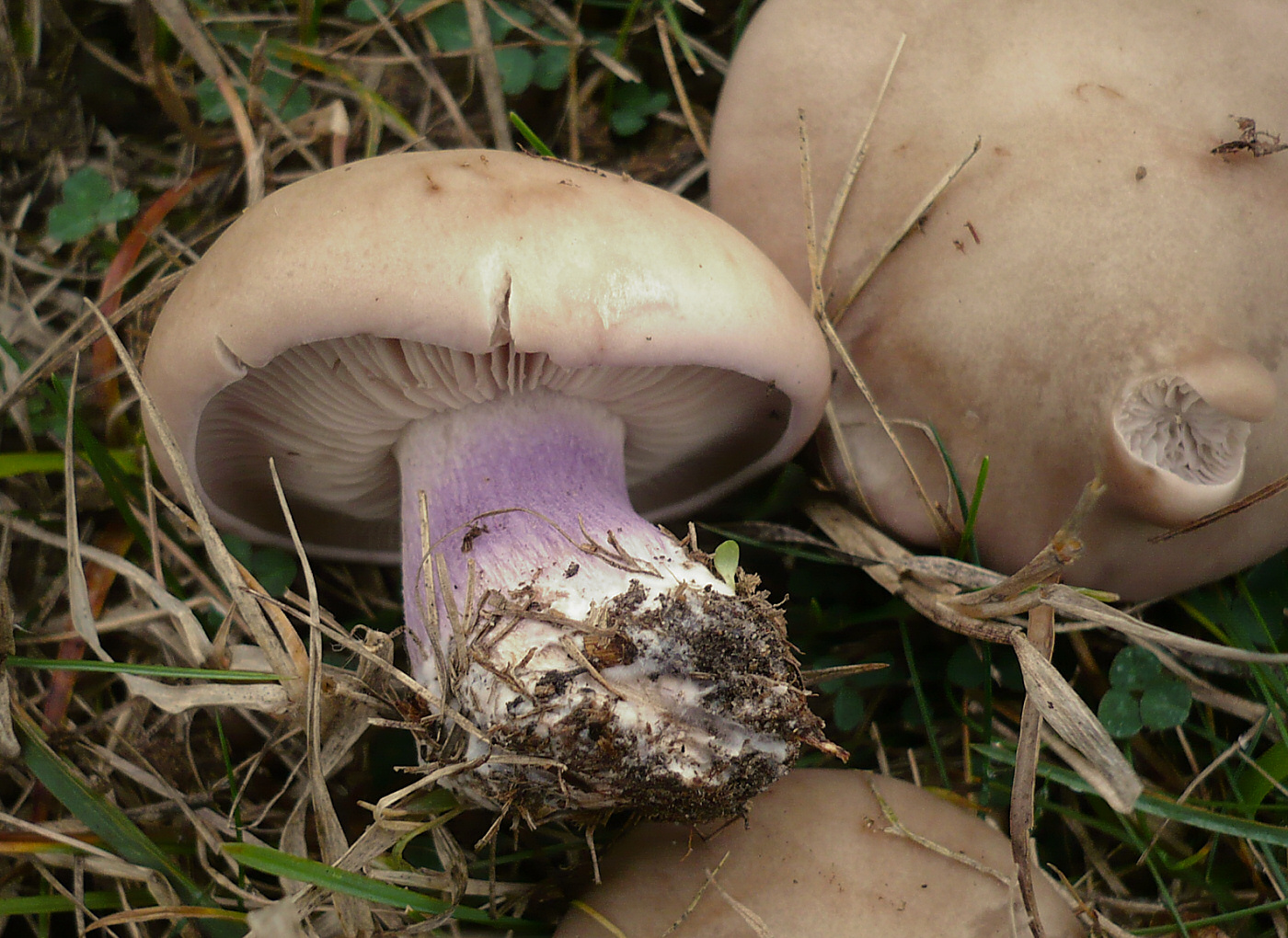
Lilastieliger Rötelritterling Lepista saeva
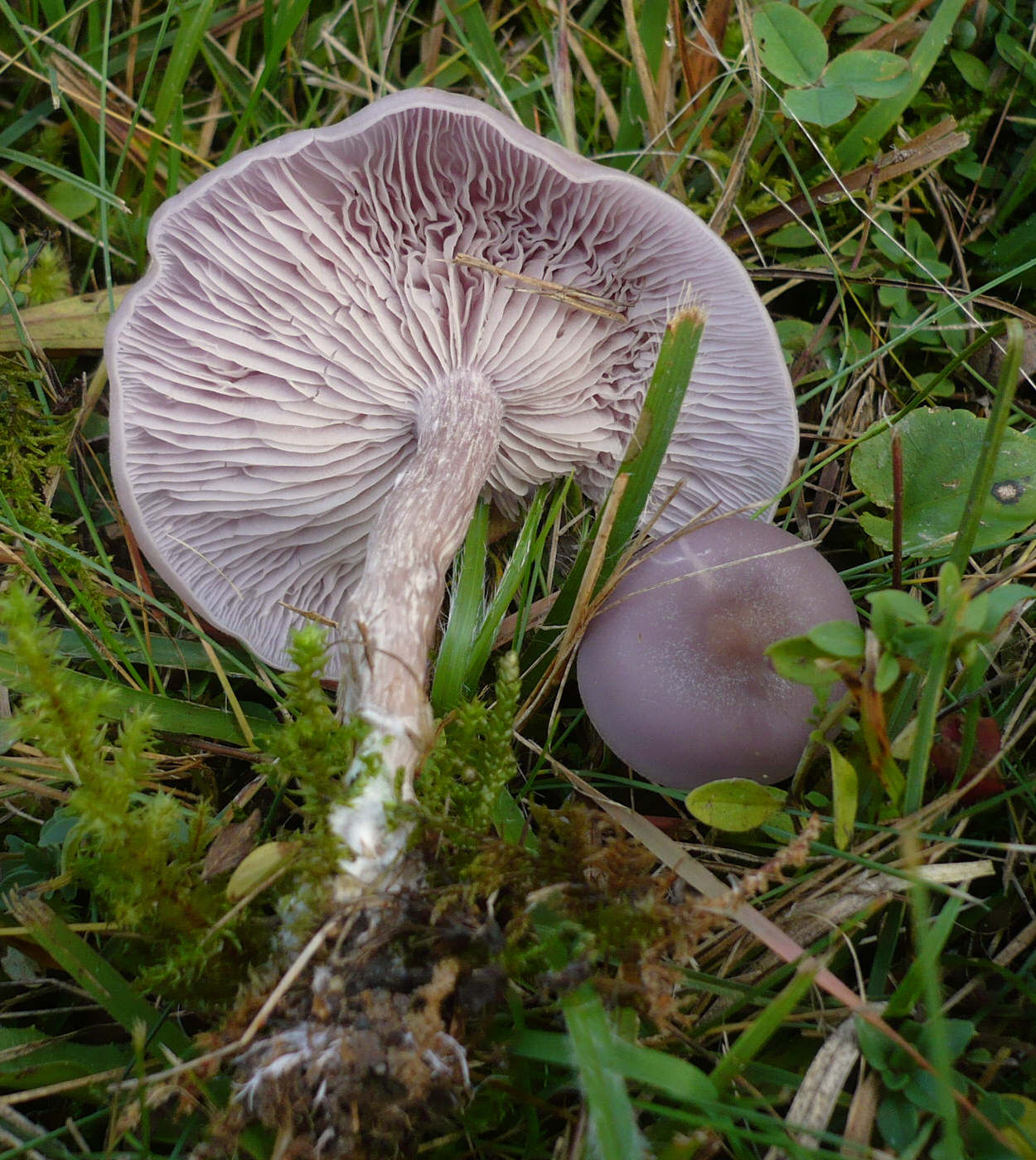
Schmutziger Rötelritterling Lepista sordida

In Europa kommen folgende Arten vor bzw. sind dort zu erwarten:
| Rötelritterlinge (Lepista) in Europa |                         |                                                               |
| \| Deutscher Name \| Wissenschaftlicher Name \| Autorenzitat \| \| ------------------------------------------------------------- \| ----------------------- \| ------------------------------------------------------------- \| \| Büscheliger Rötelritterling \| Lepista caespitosa \| (Bresadola 1898) Singer 1951 ('1949') \| \| Dichtblättriger Rötelritterling \| Lepista densifolia \| (J. Favre 1948) Singer & Clémençon 1973 ('1972') \| \| Lavendelfarbener oder Blassblauer Rötelritterling \| Lepista glaucocana \| (Bresadola 1881) Singer 1951 ('1949') \| \| Starkriechender Rötelritterling \| Lepista graveolens \| (Peck 1901) Dermek 1978 \| \| Veilchen-Rötelritterling \| Lepista irina \| (Fries 1838) H.E. Bigelow 1959 \| \| \| Lepista masiae \| Ballero & Contu 1992 \| \| Alpiner Rötelritterling \| Lepista multiformis \| (Romell 1911) Gulden 1983 \| \| Violetter Rötelritterling \| Lepista nuda \| (Bulliard 1790 : Fries 1821) Cooke 1871 \| \| Raslingsartiger Rötelritterling \| Lepista ovispora \| (J.E. Lange 1930) Gulden 1983 \| \| Marmorierter, Graubräunlicher oder Horngrauer Rötelritterling \| Lepista panaeolus \| (Fries 1838) P. Karsten 1879 s. l. \| \| \| Lepista paxilloides \| (Esteve-Raventòs & M. Villarreal 2000) Consiglio & Contu 2003 \| \| \| Lepista pseudoectypa \| (M. Lange 1955) Gulden 1983 \| \| Scharfer Rötelritterling \| Lepista ricekii \| Bon 1983 \| \| Lilastieliger Rötelritterling \| Lepista saeva \| (Fries 1838) P.D. Orton 1960 \| \| Schmutziger Rötelritterling \| Lepista sordida \| (Schumacher 1803 : Fries 1821) Singer 1951 ('1949') \| \| Filziger Rötelritterling \| Lepista tomentosa \| M.M. Moser 1991 \| |                         |                                                               |
| Deutscher Name | Wissenschaftlicher Name | Autorenzitat                                                  |
| Büscheliger Rötelritterling | Lepista caespitosa      | (Bresadola 1898) Singer 1951 ('1949')                         |
| Dichtblättriger Rötelritterling | Lepista densifolia      | (J. Favre 1948) Singer & Clémençon 1973 ('1972')              |
| Lavendelfarbener oder Blassblauer Rötelritterling | Lepista glaucocana      | (Bresadola 1881) Singer 1951 ('1949')                         |
| Starkriechender Rötelritterling | Lepista graveolens      | (Peck 1901) Dermek 1978                                       |
| Veilchen-Rötelritterling | Lepista irina           | (Fries 1838) H.E. Bigelow 1959                                |
| | Lepista masiae          | Ballero & Contu 1992                                          |
| Alpiner Rötelritterling | Lepista multiformis     | (Romell 1911) Gulden 1983                                     |
| Violetter Rötelritterling | Lepista nuda            | (Bulliard 1790 : Fries 1821) Cooke 1871                       |
| Raslingsartiger Rötelritterling | Lepista ovispora        | (J.E. Lange 1930) Gulden 1983                                 |
| Marmorierter, Graubräunlicher oder Horngrauer Rötelritterling | Lepista panaeolus       | (Fries 1838) P. Karsten 1879 s. l.                            |
| | Lepista paxilloides     | (Esteve-Raventòs & M. Villarreal 2000) Consiglio & Contu 2003 |
| | Lepista pseudoectypa    | (M. Lange 1955) Gulden 1983                                   |
| Scharfer Rötelritterling | Lepista ricekii         | Bon 1983                                                      |
| Lilastieliger Rötelritterling | Lepista saeva           | (Fries 1838) P.D. Orton 1960                                  |
| Schmutziger Rötelritterling | Lepista sordida         | (Schumacher 1803 : Fries 1821) Singer 1951 ('1949')           |
| Filziger Rötelritterling | Lepista tomentosa       | M.M. Moser 1991                                               |

- Veilchen-Rötelritterling
Lepista irina
- Marmorierter Rötelritterling
Lepista panaeolus
- Lilastieliger Rötelritterling
Lepista saeva
- Schmutziger Rötelritterling
Lepista sordida

## Systematik
Aufgrund phylogenetischer Untersuchungen wurden Arten mit im Querschnitt ovalen bis fast runden Sporen, Trichterlingshabitus und gedrängt stehenden, herablaufenden Lamellen in die Gattung Röteltrichterlinge (Paralepista) ausgegliedert.
Der Fälblingsähnliche Rötelritterling (ehemals Lepista martiorum) wurde 2022 in die Gattung Hertzogia überführt, da er mit anderen Rötelritterlingen nur entfernt verwandt ist.